# 1907 a vasúti közlekedésben
Ez a szócikk a 1907-ben történt vasúti eseményeket mutatja be.

## Események Magyarországon
- Február 2. - Megkezdődik a villamosközlekedés Budapesten a Szent István körút és a Deák tér között.[1]
- április 4. – Súlyos vasúti baleset Dorozsmán